# Łyczak szczeciniasty

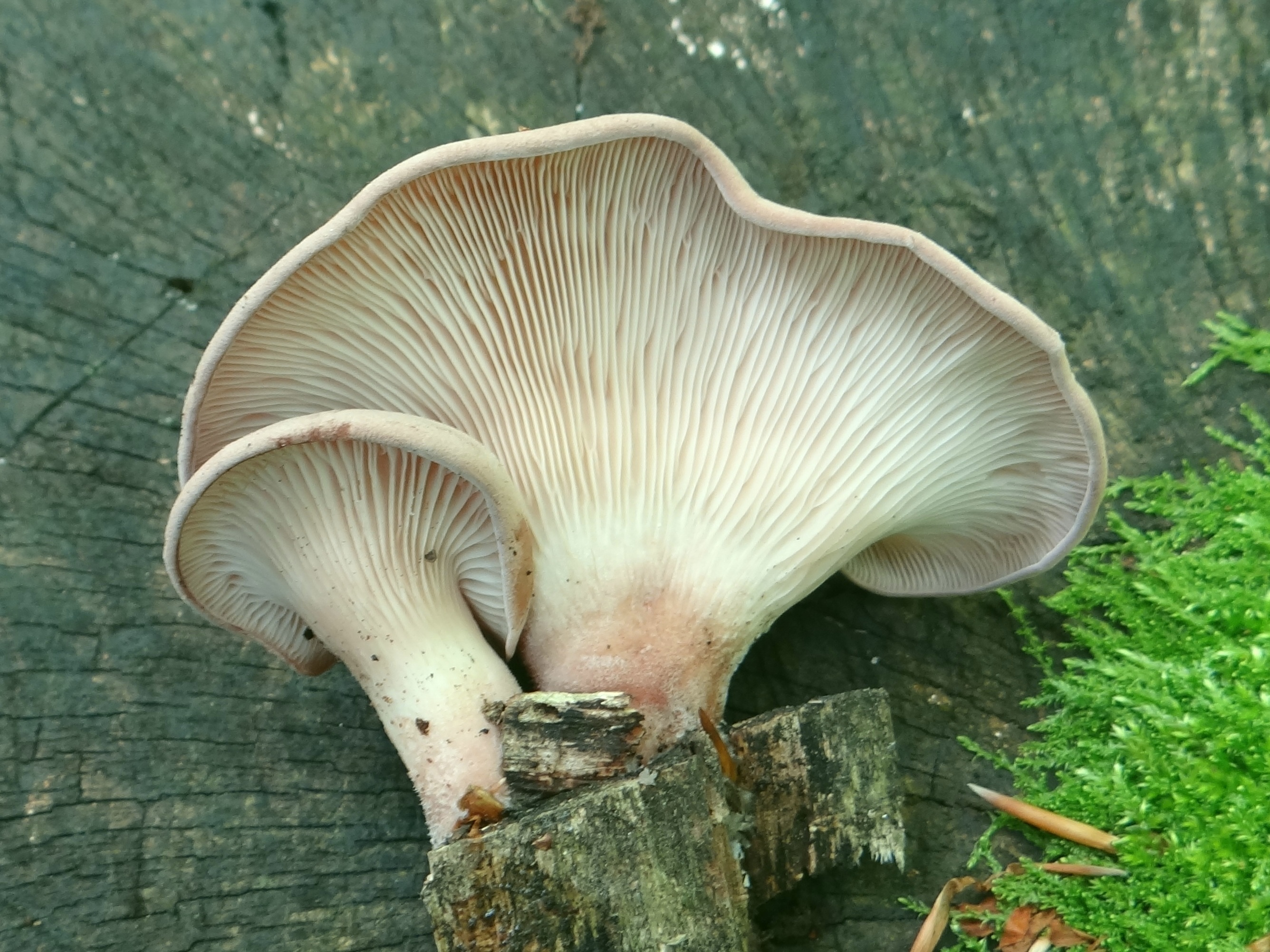
Hymenofor

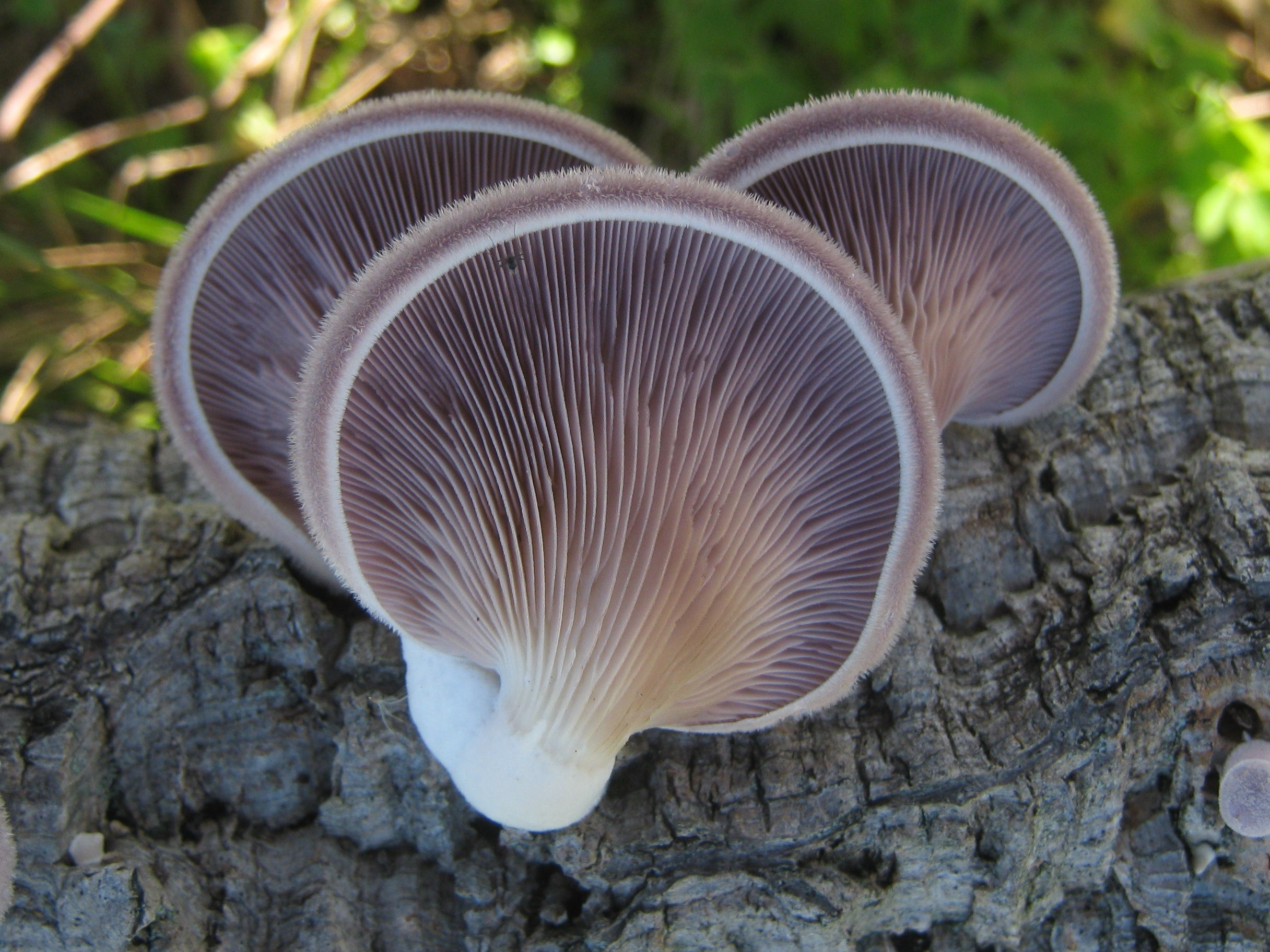
Młode owocniki z fioletowym odcieniem

Łyczak szczeciniasty (Panus neostrigosus Drechsler-Santos & Wartchow) – gatunek grzybów z rodziny żagwiowatych (Polyporaceae).

## Systematyka i nazewnictwo
Pozycja w klasyfikacji: Panus, Polyporaceae, Polyporales, Incertae sedis, Agaricomycetes, Agaricomycotina, Basidiomycota, Fungi.
Synonimy naukowe:
- Agaricus crinitus Schwein. 1822
- Agaricus strigosus Schwein. 1822
- Lentinus strigosus Fr. 1825
- Lentinus strigosus Fr. 1825 var. strigosus
- Lentinus strigosus var. tenuipes Berk. & Broome 1873
- Pocillaria strigosa (Fr.) Kuntze 1891

Istniało zamieszanie w nazewnictwie tego gatunku i jego synonimach. Aby to uporządkować Drechsler-Santos i Wartchow w 2012 r. wprowadzili nową nazwę gatunkową.
Nazwę polską „twardziak szczeciniasty” zaproponował Władysław Wojewoda w 2003 r. Po przeniesieniu gatunku do rodzaju Panus (łyczak) stała się ona niespójna z nazwą naukową. W 2021 r. Komisja ds. Polskiego Nazewnictwa Grzybów Polskiego Towarzystwa Mykologicznego zarekomendowała używanie nazwy „łyczak szczeciniasty”.

## Morfologia
Obok blaszkowca drobnozarodnikowego (Lenzites betulina) jest w rzędzie żagwiowców (Polyporales) jednym z nielicznych gatunków o blaszkowatym hymenoforze. Badania DNA zdecydowanie jednak wskazują na jego związek z gatunkami tego rzędu.
Kapelusz
Średnica 3–10 cm, z początku łukowaty, później kolejno wklęsły i lejkowaty, a nawet muszlowaty lub nieregularnie nerkowaty. Jest pofalowany i delikatnie filcowaty. Powierzchnia początkowo o barwie mięsistoczerwonej, z fioletowawym odcieniem, potem kolejno ochrowożółtej, szarożółtej i jasnoochrowej.
Blaszki
Głęboko zbiegające na trzon, wąskie i gęste. Barwa jasnoochrowa do ochrowożółtej, czasami o fioletowym odcieniu.
Trzon
Czasami brak trzonu. Gdy występuje, jego długość i grubość nie przekracza 1 cm. Jest boczny, filcowaty, jak kapelusz i jasnoszary.
Miąższ
Białawy, niezmieniający barwy po uszkodzeniu. Zapach mączny, smak gorzkawy.
Cechy mikroskopowe
Wysyp zarodników biały. Zarodniki cylindryczne do długoelipsoidalnych, gładkie, hialinowe, nieamyloidalne, o rozmiarach 4–5,5 × 1,5–2 μm. Cheilocystydy i pleurocystydy, cylindryczne, półwrzecionowate, gładkie, bardzo grubościenne, hialinowe, o rozmiarach 25–65 × 5–15 μm. Podstawki o rozmiarach 20–20 × 3–4 μm, 4-sterygmowe. Zewnętrzna warstwa kapelusza w KOH o barwie od brązowawej do złotobrunatnej. Jest w niej żelatynową warstewką, z której wyrastają strzępki o szerokości 2,5–5 μm ze sprzążkami na przegrodach Mają złocistą barwę, gładkie ściany, a ich końce zakończone mają zaokrąglone lub nieco zaostrzone szczyty.
Gatunki podobne
Dzięki filcowatemu kapeluszowi i fioletowym barwom młodych owocników jest to gatunek łatwy do rozpoznania. Może być pomylony z okazami boczniaczka pomarańczowożółtego (Phyllotopsis nidulans) o wyblakłych kapeluszach, ale gatunek ten ma pomarańczowe blaski nawet wtedy, gdy wyblaknie mu kapelusz.

## Występowanie i siedlisko
Jest szeroko rozprzestrzeniony, poza Antarktydą występuje na wszystkich kontynentach i na wielu wyspach. W Polsce jest dość rzadki. Znajduje się na Czerwonej liście roślin i grzybów Polski. Ma status V – gatunek narażony na wymarcie.
Saprotrof. Siedlisko: w lasach na martwym drewnie. Rozwija się na pniakach, korzeniach i obumarłych pniach takich drzew, jak brzozy, buki, topole, dęby. Owocniki wytwarza od maja do listopada.